# Forsmark
Forsmark è un villaggio (småort) di 59 abitanti e 25 ettari situato sul Mar Baltico lungo la costa orientale dell'Uppland in Svezia nella Contea di Uppsala (latitudine 60° 22′ 0′′ N, longitudine 18° 9′ 0′′ E).
La località è famosa soprattutto per essere sede di una centrale nucleare, una delle tre ancora attive sul territorio nazionale, oltre che di un deposito di scorie radioattive scavato nella roccia a 60 metri di profondità sotto il livello del mare. È discretamente sviluppata inoltre l'industria del ferro di cui è ricco il sottosuolo nella zona.

## La centrale nucleare

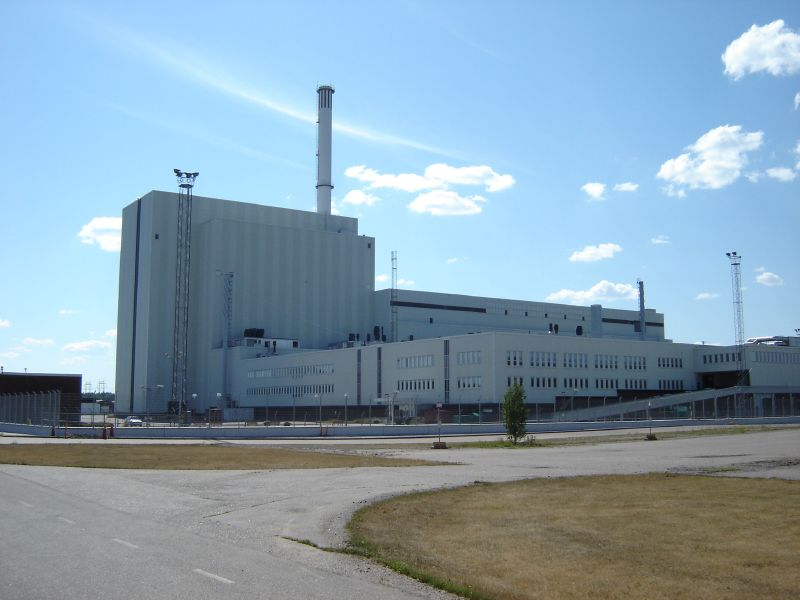
La centrale nucleare di Forsmark

Grazie alle sensibili apparecchiature situate presso la centrale nucleare con lo scopo di individuare eventuali fuoriuscite di materiale radioattivo, Forsmark fu il primo luogo oltre i confini dell'Unione Sovietica dove vennero rilevati i segni dell'incidente di Černobyl'. Quando i dipendenti della centrale si recarono al lavoro il 28 aprile 1986 furono individuate particelle radioattive sui loro indumenti. Investigando sull'origine delle particelle si stabilì che esse non erano imputabili a perdite dagli impianti locali, ma dovevano essere state trasportate dal vento proveniente dall'Unione Sovietica.
Il 25 luglio 2006 in seguito ad un guasto all'impianto elettrico si verificò un incidente che portò allo spegnimento del reattore n° 1 della centrale. L'incidente è stato classificato al livello 2 della scala INES benché diversi esperti abbiano dichiarato che si è sfiorato il disastro. In particolare il responsabile della centrale ha dichiarato che si è trattato dell'evento più pericoloso dopo Three Mile Island e Černobyl' (escluso ovviamente l'incidente di Fukushima), e che solo il caso ha evitato la fusione del nucleo.
Il 26 ottobre 2008, nel reattore n° 3, sono state individuate fessurazioni delle barre di controllo (così come in un'altra centrale svedese basata sul medesimo progetto) pertanto il reattore è stato fermato per controlli.